# Дом, Христиан Вильгельм фон
Христиан Вильгельм фон Дом (нем. Christian Konrad Wilhelm von Dohm, 11 декабря 1751, Лемго — 29 мая 1820, Пустлебен) — немецкий историк, писатель и дипломат. Получил известность как автор проекта гражданского равноправия евреев.

## Биография
Родился в Лемго в семье местного пастора Вольрада Людвига Вильгельма (нем. Wolrad Ludwig Wilhelm) и его жены Анны Элизабет (нем. Topps zu Dettmold, Anne Elisabeth). Его отец был родом из Ринтельна. Он получил должность пастора в приходе Святой Марии в 1745 году. Вольрад умер, когда мальчику было 7 лет, поэтому образованием ребёнка руководила мать.
Христиан после школы отправился изучать право в Лейпцигский университет (1768—1773). С мая 1774 по сентябрь 1776 продолжил образование в Гёттингенском университете. После окончания Лейпцигского университета начал публиковать научные работы. 13 сентября 1776 был назначен профессором экономики, финансов и статистики в Касселе.
В 1779 году Христиан поступил на прусскую государственную службу в должности архивариуса и в 1780 женился на Анне Генриетте Элизабет Хельвинг (1762—1780). С 1783 года работал в прусском Министерстве иностранных дел. В 1786 году получил дворянский титул.
В 1808—1810 он был министром Королевства Вестфалии в Дрездене. Осенью 1810 вышел в отставку по болезни и последние 10 лет жил в своем поместье Пустлебен в Геттингене.
Состоял в дружеских отношениях с Иоганном Лафатером, Георгом Лихтенбергом, Оноре Мирабо и др.

## Творческое наследие
В 1781 году фон Дом опубликовал трактат «О гражданском совершенствовании евреев» (нем. Über die bürgerliche Verbesserung der Juden). К написанию трактата Дома побудил его друг — известный деятель еврейского Просвещения Мозес Мендельсон, к которому обратились за помощью эльзасские евреи.
По мнению Дома, признаки упадка еврейской расы не являлись врождёнными, а были порождены столетиями преследований и угнетения. Дискриминацию евреев Дом считал несправедливой, а недостатки, присущие евреям, устранимыми с помощью благоприятного обращения. Исходя из этих положений, он предложил комплекс реформ, в основе которого лежало равноправие евреев с остальными гражданами. Уравнивая евреев в гражданских правах, Дом полагал невозможным предоставить им политическое равноправие. При этом он опровергал традиционные антисемитские предрассудки о всеобщей лживости евреев и их склонности к обману. Идеи Дома были в русле германской традиции Просвещения (нем. Aufklärung), которая на первое место ставила интересы общества.
Публикация вызвала широкий интерес и бурное обсуждение как среди евреев, так и среди христиан. Некоторые даже обвиняли фон Дома в подкупе со стороны евреев. Идеи фон Дома повлияли на принятие австрийским императором Иосифом II в 1782 году «Указа о терпимости», отменявшего многие ограничения прав евреев. Переведённый на французский язык графом Оноре де Мирабо, трактат Дома также стал основой для принятия решения Конвента в 1791 году о предоставлении французским евреям равных с христианами гражданских прав.
Кроме наиболее известного трактата «О гражданском совершенствовании евреев», также перевёл с французского эссе Фридриха II «О немецкой литературе. Недостатки в коих её можно упрекнуть, их причины и способы к их улучшению». Творческое наследие Дома составляет в общей сложности около 20 книг, меморандумы, переводы и эссе, а также множество журнальных статей. В Госларе с 1804 года существует основанная фон Домом гимназия, которая сейчас носит его имя.